# Dios le Guarde
Dios le Guarde es un municipio y localidad española de la provincia de Salamanca, en la comunidad autónoma de Castilla y León. Se integra dentro de la comarca de Ciudad Rodrigo y la subcomarca del Campo de Yeltes, que forma parte de la inmensa llanura del Campo Charro.
Su término municipal está formado por un solo núcleo de población, ocupa una superficie total de 16,34 km² y según los datos demográficos recogidos en el padrón municipal elaborado por el INE en el año 2017, cuenta con una población de 132 habitantes.

## Geografía
Este pueblo consta del río Morasverdes, que desemboca en el río Yeltes. Es un pueblo con prácticamente todas las calles en cuesta.

## Historia
Su fundación se remonta a la repoblación efectuada por los reyes de León en la Edad Media, quedando encuadrado en la Diócesis de Ciudad Rodrigo tras la creación de la misma por parte del rey Fernando II de León en el siglo XII, denominándose entonces Diosloguarde. Con la creación de las actuales provincias en 1833, Dios le Guarde quedó encuadrado en la provincia de Salamanca, dentro de la Región Leonesa.

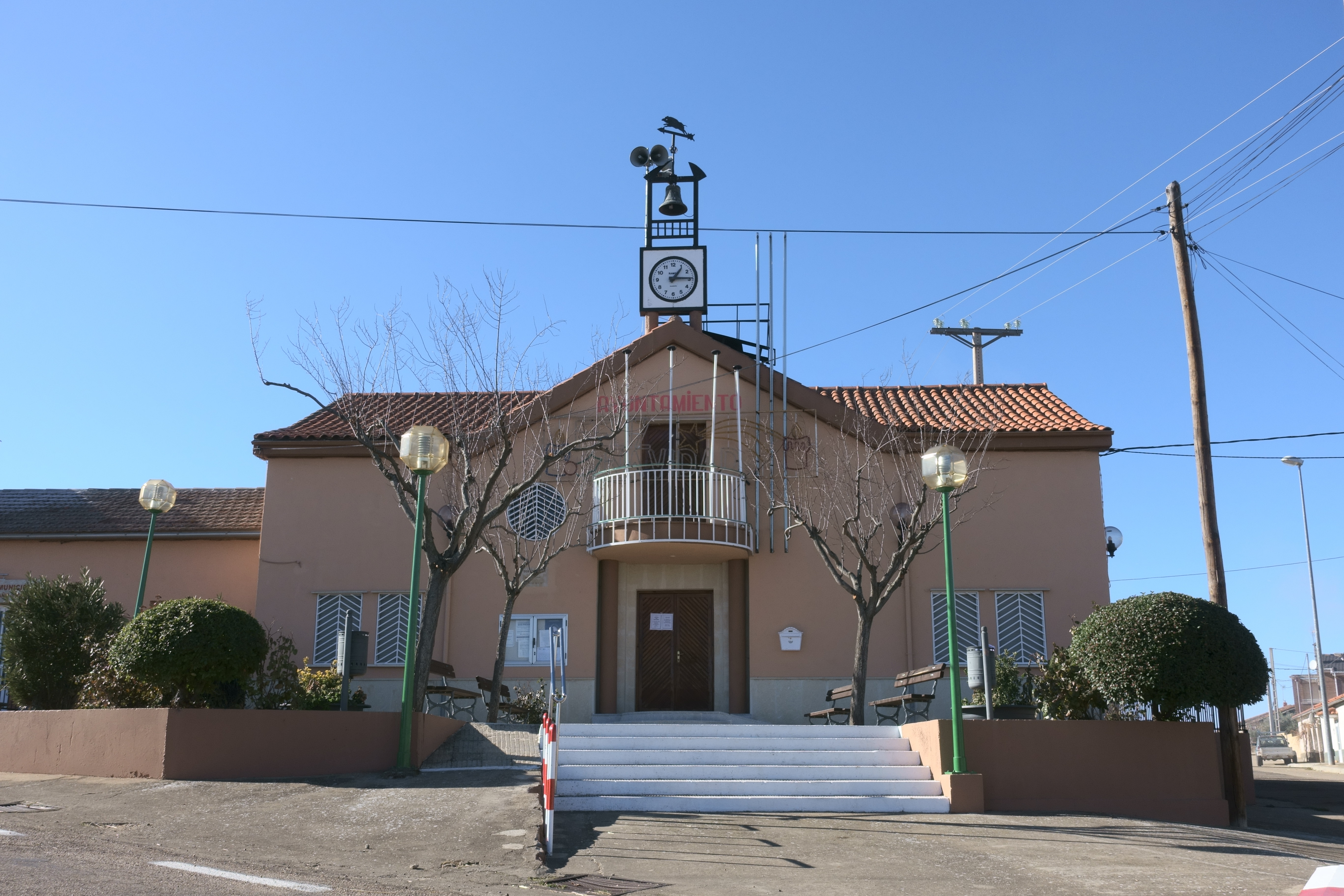
Casa consistorial

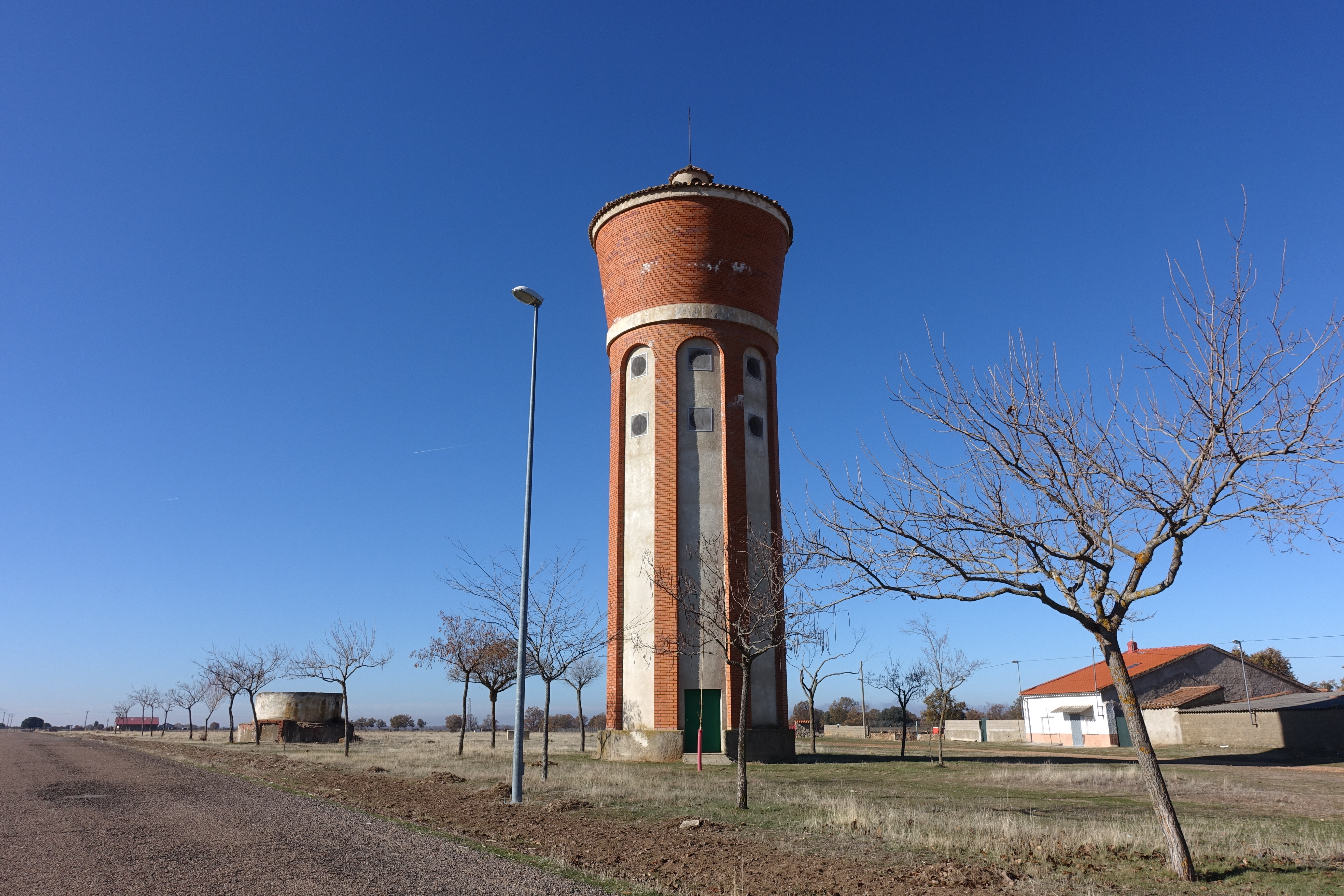
Depósito de agua

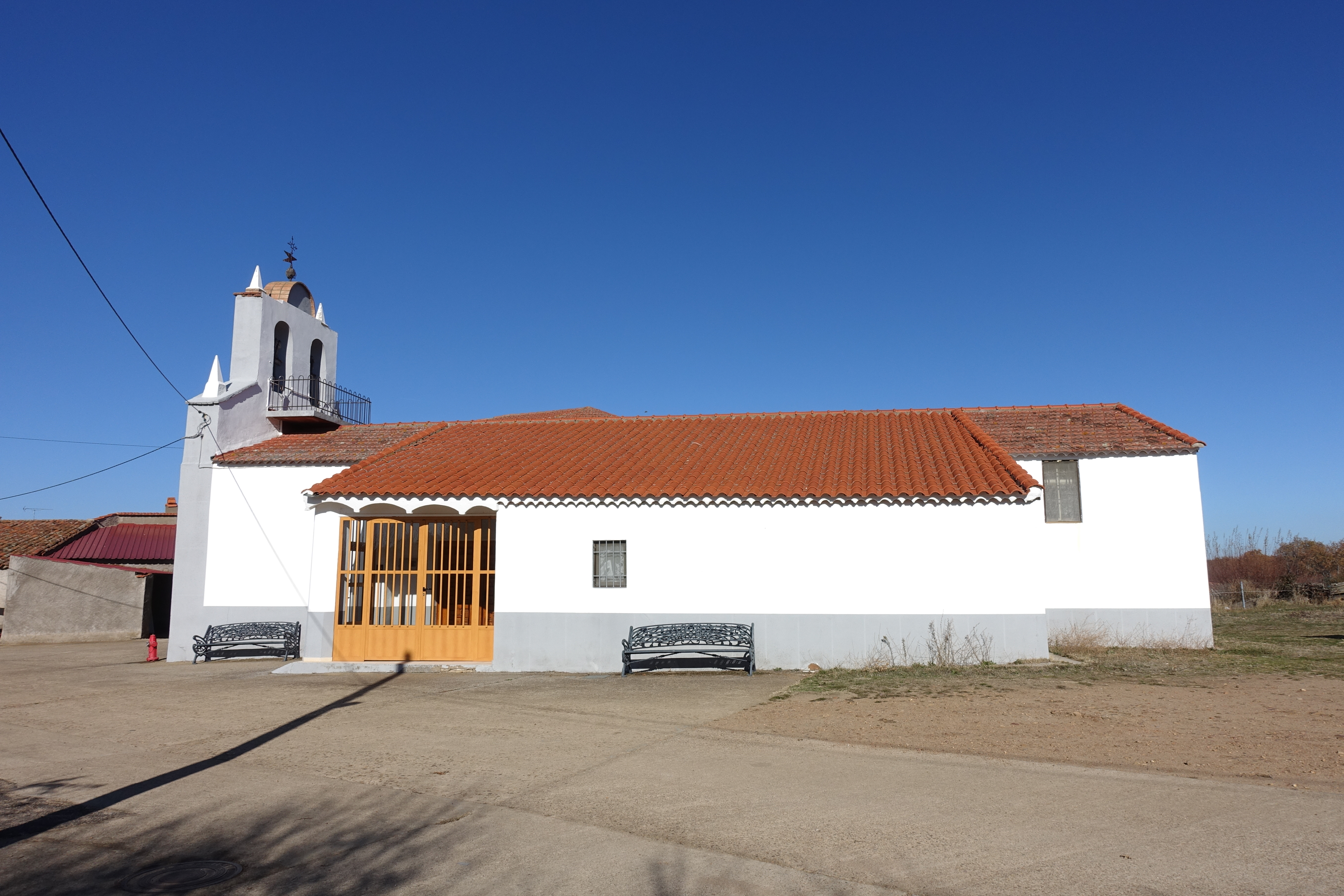
Iglesia de la Purísima

## Geografía humana

### Demografía
Cuenta con una población de 125 habitantes (INE 2024).
| Gráfica de evolución demográfica de Dios le Guarde entre 1842 y 2021                                                                                                 |
| |
| Población de derecho según los censos de población del INE. Población de hecho según los censos de población del INE.En este Censo se denominaba Diosleguarde: 1842. |

Según el Instituto Nacional de Estadística, Dios le Guarde tenía, a 31 de diciembre de 2018, una población total de 127 habitantes, de los cuales 69 eran hombres y 58 mujeres. Respecto al año 2000, el censo refleja 166 habitantes, de los cuales 92 eran hombres y 74 mujeres. Por lo tanto, la pérdida de población en el municipio para el periodo 2000-2018 ha sido de 39 habitantes, un 24% de descenso.

### Economía

#### Evolución de la deuda viva
El concepto de deuda viva contempla sólo las deudas con cajas y bancos relativas a créditos financieros, valores de renta fija y préstamos o créditos transferidos a terceros, excluyéndose, por tanto, la deuda comercial.
| Gráfica de evolución de la deuda viva del ayuntamiento entre 2008 y 2014                             |
| |
| Deuda viva del ayuntamiento en miles de Euros según datos del Ministerio de Hacienda y Ad. Públicas. |

La deuda viva municipal por habitante en 2014 ascendía a 158,37 €.

## Administración y política
| Partido político                         | 2019  | 2019  | 2019       | 2015  | 2015  | 2015       | 2011  | 2011  | 2011       | 2007  | 2007  | 2007       | 2003  | 2003  | 2003       |
| Partido político                         | %     | Votos | Concejales | %     | Votos | Concejales | %     | Votos | Concejales | %     | Votos | Concejales | %     | Votos | Concejales |
| Ciudadanos (Cs)                          | 46,34 | 38    | 3          | 38,22 | 198   | 3          | —     | —     | —          | —     | —     | —          | —     | —     | —          |
| Partido Popular (PP)                     | 43,90 | 36    | 2          | 63,22 | 55    | 4          | 71,43 | 70    | 4          | 54,33 | 69    | 4          | 36,51 | 46    | 3          |
| Partido Socialista Obrero Español (PSOE) | 10,98 | 9     | 0          | 5,75  | 5     | 1          | 9,18  | 9     | 0          | 29,92 | 38    | 1          | 23,02 | 29    | 0          |
| Coalición SI por Salamanca (SI)          | —     | —     | —          | —     | —     | —          | 28,57 | 28    | 1          | —     | —     | —          | —     | —     | —          |
| Unión del Pueblo Salmantino (UPSa)       | —     | —     | —          | —     | —     | —          | —     | —     | —          | 14,96 | 19    | 0          | 28,57 | 36    | 2          |

## Instalaciones
El pueblo consta de un velatorio, un frontón, un campo de fútbol de hierba natural, una plaza de toros, un centro cultural y una iglesia.

## Fiestas
El 14 de septiembre se celebra la fiesta oficial de Dios Le Guarde llamada "El Cristo".
Ese día hay una misa para el comienzo de las fiestas en la iglesia del pueblo.
El último día (normalmente el domingo) se va al merendero situado a las afueras y se preparan una paella y carne para todo el que quiera. Los cocineros son voluntarios del pueblo.